# Блатец (област Кюстендил)
 За другото българско село с име Блатец вижте Блатец (област Сливен).  
Блатец е село в Западна България. То се намира в община Кюстендил, област Кюстендил.

## География
Село Блатец се намира в Западна България, в източните склонове на планината Лисец, на 12 км северозападно от град Кюстендил.
Селото е разпръснат тип, съставено е от 7 махали: Гранкьова, Дурина, Тикварска, Кукларска, Ковчегарска, Десподова и Сефтерска.
Името идва от блатото, намиращо се в центъра на селото.
През годините селото принадлежи към следните административно-териториални единици: Община Лозно (1883 – 1923), община Блатец (1923 – 1934), община Соволяно (1934 – 1951), община Блатец (1952 – 1958), община Жиленци (1958 – 1959), община Соволяно (1959 – 1978), община Драговищица (1978 – 1987), община Кюстендил (от 1987 г.). 

## Население
| Година    | 1866 | 1880 | 1900 | 1920 | 1926 | 1934 | 1946 | 1956 | 1965 | 1975 | 1984 | 1992 | 2001 | 2010 | 2016 |
| Население | 86   | 165  | 204  | 347  | 335  | 360  | 351  | 221  | 140  | 84   | 62   | 44   | 33   | 22   | 4    |

Численост и дял на етническите групи според преброяването на населението през 2011 г.:
|                     | Численост | Дял (в %) |
| Общо                | 36        | 100,00    |
| Българи             | 36        | 100,00    |
| Турци               | 0         | 0,00      |
| Цигани              | 0         | 0,00      |
| Други               | 0         | 0,00      |
| Не се самоопределят | 0         | 0,00      |
| Неотговорили        | 0         | 0,00      |

## История
Наличието на запазени основи на две малки средновековни църкви – в местностите „Пантеле“ и „Дабо“ дава основание да се предполага че селото е възникнало през XI-XII век.
В турски данъчен регистър от 1570 – 1572 г. е посочено под името Блатец като мезра (изоставено село) – ниви на съседното село Радловци. В списъка на джелепкешаните от 1576 – 1577 г. е записано под името Балатич към кааза Ълъджа (Кюстендил) с 3 данъкоплатци.
В края на XIX век селото има 5329 декара землище, от които 2249 дка гори, 1756 дка естествени ливади, 824 дка ниви, 500 дка пасища и се отглеждат 559 овце, 152 кози, 199 говеда и 79 коня. Основен поминък на селяните са земеделието (овес, ръж, ечемик, пшеница) и животновъдството. Развиват се домашните занаяти, добива и търговията с дърен материал.
През 1906 г. е построена училищна сграда, която е опожарена през 1924 г. Ново училище се построява през 1927 г.
През 1913 г. е построена църквата „Възнесение Господне“.
През 1941 г. е учредено Кредитно кооперативно сдружение „Овчар“. Впоследствие се обединява с кооперацията в с. Радловци, а по късно е включено в състава на „Наркооп“ – Кюстендил.
През 40-те години на ХХ век се провеждат активни залесителни мероприятия в местността „Породин“: 32 дка смърч (1940), 24 дка черен бор (1944) и 120 (1946).
През 1956 г. се създава ТКЗС „Изгрев“, което през 1958 г. се обединява с ТКЗС „Балкан“, с. Лисец. През 1960 г. обединеното ТКЗС преминава към ДЗС  „Кюстендил“, а от 1979 г. е включено в състава на АПК „Драговищица“, с. Драговищица.
Селото е електрифицирано през 1968 г. и водоснабдено през 1976 г.
Активни миграционни процеси от 40-те години на ХХ век.
Перспективите за развитие на селото са свързани с животновъдството и развитието на селски и културен туризъм.

## Исторически, културни и природни забележителности
- Църква „Възнесение Господне“. Построена е през 1913 г.
- Оброк „Свети Пантелеймон“. Намира се на около 500 метра северно от църквата, в местността „Пантеле“, до развалините на стара средновековна църква.
- Оброк „Свети Димитър“. Намира се на около 1400 метра западно от църквата, в местността „Дабо“, до развалините на стара средновековна църква.

## Религии
Село Блатец принадлежи в църковно-административно отношение към Софийска епархия, архиерейско наместничество Кюстендил. Населението изповядва източното православие.

## Обществени институции
- Кметски наместник – с. Блатец, отговаря и за селата Лисец, Радловци и Дождевица – Цветанка Кьосева

## Редовни събития
- Празникът на селото е на Спасовден – курбан при църквата.

## Личности
- Любен Григоров Тикварски (р.6.11.1929), подполковник, инспектор в Криминална милиция – Кюстендил, краевед.
- Драган Миланов Йорданов (18.11.1932 – 08.01.2015), полковник във ВА „Г. С. Раковски“.